# Ramón Pané
Ramón Pané fue un monje de la Orden de San Jerónimo, catalán, que nació en la segunda mitad del siglo XV. Fue acompañante de Cristóbal Colón en su segundo viaje a las Indias. Fue quizá el primer europeo en estudiar y aprender una lengua indígena, el taíno, hablado en la isla de La Española. Por encargo del almirante Cristóbal Colón, investigó y escribió el primer libro escrito por los españoles en América: Relación acerca de las antigüedades de los indios.

## Biografía
Fray Ramón Pané fue el autor del primer libro escrito en América, titulado "Relación Acerca de las Antigüedades de los Indios". Ermitaño jerónimo, quien llegó a la Española en el segundo viaje del almirante Cristóbal Colón. Debido al aporte dejado por este religioso, quien ayudó al vicario apostólico Bernardo Boil el 6 de enero de 1494, a celebrar la primera misa en tierras americanas, podemos conocer valiosos rasgos de La cultura taína, ya que para cumplir su misión de "primer catequista" se vio en la necesidad de aprender el lenguaje de los nativos y conocer su cultura.
También se sabe que pertenecía a la orden de los Jerónimos dado que él mismo lo dice en su libro donde se identifica como un "pobre ermitaño de la orden de San Jerónimo". De su vida más nada se conoce con certeza, sólo que probablemente conoció a Cristóbal Colón durante el encuentro que este tuvo con los Reyes Católicos en el monasterio de San Jerónimo de Murtra, en el mes de abril de 1493, cuando les dio razón de lo que había "descubierto" en su primer viaje, y donde se organizó su siguiente expedición. Su estilo evangelizador con los indígenas de la isla española se destacó en las oraciones básicas: Padrenuestro, Avemaría y el Credo. Esta es la razón principal, Bartolomé de las Casas lo considera como un hombre sencillo en sus enseñanzas. Fray Hernando de Talavera, monje de la misma orden y consejero de los reyes, tenía un método semejante con los moros de Granada. Este método se basa en su libro (Talavera) "Breve Doctrina y ensenanza", donde se encuentran las mismas oraciones básicas que fueron  explicadas por Pané a los nativos. Todo esto basado en los testigos que vieron Pané predicar y, lo comentaron en el juicio contra Cristóbal Colón en la Isla Española. Las oraciones eran: el Padrenuestro, el Ave María y el Credo.

## Ediciones de su obra
Entre los trabajos sobre la Relación de Ramón Pané se pueden mencionar los siguientes: Bachiller y Morales fue uno de los primeros que intentó traducir la obra de Pané al castellano. Este erudito tradujo la obra casi completa, pero no el trabajo en su totalidad. La versión de Tomás Minuesa de 1892 contiene íntegra la Relación. 
La versión incluida en la Colección de Libros Raros o Curiosos que tratan de América por Librería General de Victoriano Suárez (1932) y publicada en España, no ha sido muy difundida, aunque su traducción es excelente. Esta edición fue publicada en dos tomos bajo el título: Historia del Almirante Don Cristóbal Colón por su hijo Don Hernando. Traducida nuevamente del italiano. El proemio y las notas al calce son del eminente académico español, cronista e historiador de América, Don Manuel Serrano y Sanz (1866-1932). La Relación fue publicada en el tomo II. 
La versión presentada por José Juan Arrom, siglo XXI Editores S.A, ha sido la de mayor divulgación y la más conocida. Pero, al comparar entre sí, durante la revisión documental, la versión de Arrom (1974 y otras ediciones de esta misma obra por este autor) con la de Manuel Serrano y Sanz editada por la Librería General de Victoriano Suárez en 1932, se nota que Arrom utilizó el mismo vocabulario y la misma exactitud en el orden de las palabras. Este es el mismo orden y exactitud empleado en la edición publicada con anterioridad por la Manuel Serrano y Sanz en 1932, semejanzas no encontradas entre las otras versiones de los otros autores citadas anteriormente. El material presentado por Arrom en su alegada traducción original no es otra cosa que un remedo o un plagio del texto de la Relación publicado originalmente por Manuel Serrano y Sanz en 1932. Arrom tampoco ha publicado nunca la copia del documento de la Relación sobre el cual pretende que hizo la traducción.